# Inchinnan Bridge
Die Inchinnan Bridge ist eine Bogenbrücke in der schottischen Stadt Renfrew in der Council Area Renfrewshire. Sie führt über das Black Cart Water. 1971 wurde das Bauwerk in die schottischen Denkmallisten in der höchsten Kategorie A aufgenommen. Des Weiteren bildet die Brücke zusammen mit der alten Schwingbrücke von Renfrew und der White Cart Bridge über das White Cart Water ein Denkmalensemble der Kategorie A.

## Geschichte
Nach der Zerstörung einer früheren Brücke an diesem Ort im Jahre 1809 wurde der Bau der heutigen Inchinnan Bridge in Auftrag gegeben. Sie wurde zusammen mit der ein kurzes Stück östlich gelegenen White Cart Bridge über das White Cart Water erbaut. Beide Brücke weisen zahlreiche Ähnlichkeiten auf. Als Architekt zeichnet der Ingenieur Robertson Buchanan verantwortlich. Der Bau beider Brücken wurde 1812 abgeschlossen und kostete insgesamt 17.000 £.

## Beschreibung
Auf der Bogenbrücke verläuft die A8 auf ihrem Teilstück zwischen Glasgow und Greenock über das Black Cart Water. Sie besteht aus drei Segmentbögen, von denen der mittlere die höchste lichte Höhe aufweist. Die beiden äußeren Bögen weisen nur geringe Breiten auf. An den Pfeilern sind Nischen eingearbeitet, die mit dorischen Pfeilern gestaltet sind. Eine Brüstung aus bossiertem Mauerwerk grenzt die Fahrbahn ein.